# Yoland Lévèque
Yoland Lévèque (Péronne, 17 aprile 1937 – Amiens, 28 ottobre 2011) è stato un pugile francese, campione europeo dei pesi superwelter ed avversario di Bruno Visintin, Sugar Ray Robinson e Alessandro Mazzinghi.

## Biografia

### Carriera da dilettante
Yoland Lévèque nacque a Mont Saint-Quentin, frazione di Péronne, nel dipartimento della Somme. Si avvicinò al pugilato a sedici anni frequentando l'INSEP (Institut national du sport, de l'expertise et de la performance).
Nel 1959 vinse la medaglia d'argento ai Campionati mondiali militari, a Bologna. L'anno dopo divenne Campione di Francia dilettanti nei pesi medi. Partecipò alle Olimpiadi di Roma ma fu eliminato al primo turno dal sovietico Evgenij Feofanov, con verdetto unanime.

### Carriera da professionista
Debuttò nel pugilato professionista nel novembre del 1960. Vinse i primi ventuno match, sconfiggendo, tra gli altri il milanese Giancarlo Garbelli, inducendolo ad appendere i guantoni al chiodo e l'italo-francese Fabio Bettini.
Il 22 maggio 1964, a Torino, tentò per la prima volta la scalata al titolo europeo dei pesi superwelter, perdendo ai punti da Bruno Visintin. Quattro mesi dopo incontrò a Parigi il quarantaquattrenne Sugar Ray Robinson, cedendo nuovamente ai punti. Il 30 aprile 1965, a Caen, Yoland Lévèque conquistò il titolo francese dei superwelter, battendo ai punti in quindici riprese Jean Baptiste Rolland.
In seguito ottenne nuovamente la chance di combattere per la cintura europea, di cui era venuto in possesso lo svedese Bo Högberg. L'11 febbraio 1966, sul ring ostile di Stoccolma, conquistò il titolo continentale ai punti in quindici riprese. Alla prima difesa ebbe la sfortuna di trovarsi di fronte l'ex campione del mondo Alessandro Mazzinghi, ancora avvelenato per la doppia sconfitta subita da Nino Benvenuti. Il 17 giugno 1966, al Palasport di Roma fu quindi costretto a lasciare il titolo nei guantoni dell'italiano per KO alla dodicesima ripresa.
Il 22 aprile 1967, sempre a Caen, riconquistò il titolo francese dei superwelter, battendo ancora ai punti Jean Baptiste Rolland. Nel 1968 Lévèque ritornò tra i pesi medi, dove aveva combattuto da dilettante. Perse ai punti a Copenaghen dal giovane danese Tom Bogs; batté per squalifica a Parigi il quotato Bennie Briscoe e mise KO al quinto round, a Roma, il napoletano Mario Lamagna.
Il 17 gennaio 1969 conquistò la cintura francese dei medi, battendo ai punti Jacques Marty. La perse immediatamente ai punti da Pascal Di Benedetto, già avversario di Nino Benvenuti. Il 31 ottobre dello stesso anno fu sconfitto per knock-out tecnico al 9º round dall'ex e futuro campione europeo Carlo Duran.
Nel 1970, ormai trentatreenne, combatté gli ultimi due match con una vittoria e una sconfitta e poi appese i guantoni al chiodo.